# Thomas Zimmerman (écrivain)
Pour les articles homonymes, voir Thomas Zimmerman et Zimmerman.
Thomas Zimmerman (né le 23 janvier 1838, mort le 13 novembre 1914) est un écrivain et traducteur américain, connu pour ses traductions d'ouvrages classiques en dialecte allemand de Pennsylvanie. Il était également éditeur du journal Reading Times en Pennsylvanie.

## Publications
- 1903 : Olla Podrida, Times Publishing[1]